# Zamarada ixiaria
Zamarada ixiaria är en fjärilsart som beskrevs av Swinhoe 1904. Zamarada ixiaria ingår i släktet Zamarada och familjen mätare. Inga underarter finns listade i Catalogue of Life.